# Jules-Joseph Cénez
Jules-Joseph Cénez OMI (ur. 9 maja 1865 w Hampont, zm. 2 marca 1944) – francuski duchowny rzymskokatolicki, misjonarz, prefekt i wikariusz apostolski Basutolandu.

## Biografia
Jules-Joseph Cénez urodził się 9 maja 1865 w Hampont we Francji. 8 września 1890 otrzymał święcenia prezbiteriatu i został kapłanem Zgromadzenia Misjonarzy Oblatów Maryi Niepokalanej.
W 1895 papież Leon XIII mianował go prefektem apostolskim Basutolandu. 27 lutego 1909 papież Pius X podniósł prefekturę apostolską Basutolandu do rangi wikariatu apostolskiego i mianował o. Céneza jego wikariuszem apostolskim i biskupem tytularnym Nicopolis in Armenia. 1 maja 1909 o. Cénez przyjął sakrę biskupią z rąk przełożonego generalnego oblatów abpa Augustina Dontenwilla. Współkonsekratorami byli biskup pomocniczy trewirski Karl Ernst Schrod oraz wikariusz apostolski MacKenzie-Fort Smith Gabriel Joseph Élie Breynat OMI.
Zrezygnował z katedry 24 maja 1930. Zmarł 2 marca 1944.